# Just One Night (canción)
«Just One Night» —en castellano: «Sólo una noche»— es una canción interpretada por la banda canadiense de hard rock Triumph.  Fue compuesta por Neal Schon, Eric Martin y Tony Fanucchi. Se encuentra originalmente en el álbum The Sport of Kings lanzado en 1986 por MCA Records.

## Lanzamiento y recepción
Al igual que los dos sencillos anteriores de The Sport of Kings, «Just One Night» salió al mercado en 1986.  Fue producido por Mike Clint y Thom Trumbo. En el lado B del vinilo se añadió la pista «Hooked on You» —traducido al español como «Enganchado a ti»—, escrita por los miembros de Triumph.
En esta ocasión, un sencillo de Triumph volvía a los listados de popularidad canadienses y éste era «Just One Night».  El 4 y 11 de abril de 1987 este sencillo alcanzó el puesto 33.º en la lista de los cien sencillos más exitosos de la RPM Magazine.

## Edición promocional
Además de la versión comercial, se publicó una edición para promocionar esta canción.  En dicho sencillo se enlistó en ambas caras del vinilo el tema principal.

## Lista de canciones

### Edición comercial
| Cara A |                  |                                          |               |          |  |
| N.º    | Título           | Escritor(es)                             | Voz principal | Duración |  |
| 1.     | «Just One Night» | Neal Schon / Eric Martin / Tony Fanucchi | Gil Moore     | 3:28     |  |

| Cara B |                 |                                      |                |          |  |
| N.º    | Título          | Escritor(es)                         | Voz principal  | Duración |  |
| 2.     | «Hooked On You» | Rik Emmett / Gil Moore / Mike Levine | Emmett / Moore | 3:21     |  |
| 6:49   |                 |                                      |                |          |  |

### Versión promocional
| Cara A |                  |                           |               |          |  |
| N.º    | Título           | Escritor(es)              | Voz principal | Duración |  |
| 1.     | «Just One Night» | Schon / Martin / Fanucchi | Gil Moore     | 3:28     |  |

| Cara B |                  |                           |               |          |  |
| N.º    | Título           | Escritor(es)              | Voz principal | Duración |  |
| 2.     | «Just One Night» | Schon / Martin / Fanucchi | Gil Moore     | 3:28     |  |
| 6:56   |                  |                           |               |          |  |

## Créditos

### Triumph
- Rik Emmett — voz principal (en las canción «Hooked on You»), guitarra y coros
- Gil Moore — voz principal (en las canciones «Just One Night» y «Hooked on You»), batería y coros
- Mike Levine — bajo, teclados y coros

### Personal de producción
- Mike Clint — productor e ingeniero de sonido
- Thom Trumbo — productor ejecutivo
- Humberto Gatica — re-mezclador

## Listas
| Año  | País   | Lista        | Posición máxima |
| ---- | ------ | ------------ | --------------- |
| 1987 | Canadá | RPM Magazine | 33.º            |